# Formigueret de Cherrie
El formigueret de Cherrie (Myrmotherula cherriei) és una espècie d'ocell de la família dels tamnofílids (Thamnophilidae).

## Hàbitat i distribució
Habita la selva pluvial de les terres baixes fins als 600 m, per l'est dels Andes, de l'est de Colòmbia, sud-oest de Veneçuela i nord-oest del Brasil.